# The Dresden Files (Fernsehserie)
The Dresden Files ist eine zwölfteilige kanadisch-US-amerikanische Fantasyserie, die auf den gleichnamigen Romanen von Jim Butcher basiert. Die Erstausstrahlung erfolgte parallel am 21. Januar 2007 auf Space in Kanada und auf SciFi Channel in den Vereinigten Staaten.

## Handlung
Harry Blackstone Copperfield Dresden ist ein Privatdetektiv. Er arbeitet mit der Polizei in Chicago zusammen. Allerdings nutzt er für die Ermittlungen seine eigenen Methoden, denn er ist ein Zauberer. Bei seiner Arbeit kommt er oft mit anderen übernatürlichen Wesen in Kontakt, wie zum Beispiel Vampiren, Werwölfen, Gestaltenwandlern oder anderen Zauberern. Häufig muss er Menschen oder andere übernatürliche Wesen vor diesen schützen oder gefährliche Wesen vernichten.
Mit seiner Polizeikollegin Murphy kommt es dabei häufig zu Konflikten. Er kann ihr nicht alles von seinen Ermittlungen erzählen. Außerdem hat er sehr unkonventionelle Ermittlungsmethoden.
Es wird auch immer wieder Dresdens Vergangenheit behandelt. Dresden war schon als kleiner Junge mit der Zauberergabe gesegnet. Sein Vater wollte ihn vor allem Bösen beschützen. Jedoch hatte sein Onkel andere Pläne. Er tötete Dresdens Vater und brachte Dresden schwarze Magie bei. Auch in der Gegenwart hat Dresden immer noch mit seiner Vergangenheit zu kämpfen.

## Abweichung vom Roman
In einer Nachricht in einem Forum erklärte Jim Butcher, dass die Serie nicht versuche, die Bücher exakt nachzubilden. Diejenigen, die dieses erwarten würden, würden enttäuscht werden. Es sei eine alternative Welt, die auf Motiven der Romane beruht.

## Besetzung

### Hauptdarsteller
| Rolle                         | Spezies                         | Schauspieler/-in | Synchronsprecher/-in |
| ----------------------------- | ------------------------------- | ---------------- | -------------------- |
| Harry Dresden                 | Zauberer                        | Paul Blackthorne | Frank Schaff         |
| Lt. Connie Murphy             | Mensch                          | Valerie Cruz     | Ranja Bonalana       |
| Hrothbert „Bob“ of Bainbridge | Geist                           | Terrence Mann    | Marcus Off           |
| Det. Sid Kirmani              | Mensch                          | Raoul Bhaneja    | Gerrit Schmidt-Foß   |
| Warden Donald Morgan          | Leiter der Zauberergemeinschaft | Conrad Coates    | Matti Klemm          |

### Nebendarsteller
| Rolle                          | Spezies                            | Schauspieler/-in   | Synchronsprecher/-in   | Nebenrolle (Folge) |
| ------------------------------ | ---------------------------------- | ------------------ | ---------------------- | ------------------ |
| Waldo Butters                  | Mensch                             | Matt Gordon        | Bastian Sierich        | 3, 6, 7, 10, 12    |
| Justin Morningway              | Zauberer                           | Daniel Kash        | Martin Schubach        | 1, 8, 10           |
| Malcolm Dresden                | Mensch                             | Jonathan Higgins   | Karlo Hackenberger     | 1, 10, 11          |
| Laura                          | Mensch                             | Natalie Lisinska   | Greta Galisch de Palma | 1, 5               |
| junger Harry Dresden           | Zauberer                           | Matthew Knight     | Oskar Hansch           | 1, 10              |
| Ancient Mai                    | Zauberin                           | Jane McLean        |                        | 5, 11              |
| Ancient Mai                    | Zauberin                           | Elizabeth Thai     | Julia Blankenburg      | 8                  |
| Bianca                         | Vampir                             | Joanne Kelly       | Dascha Lehmann         | 5, 8               |
| Assasin                        |                                    | James Binkley      | Mario Klischies        | 5, 11              |
| Scott Sharp                    | Zauberer                           | Dylan Everett      | Jaron Müller           | 1                  |
| Ms. Whitney Timmons            | Gestaltwandlerin                   | Deborah Odell      | Vera Teltz             | 1                  |
| Melissa                        | Mensch                             | Heather Hanson     | Christin Marquitan     | 1                  |
| Heather Bram                   | Werwolf                            | Kathleen Munroe    | Bianca Warnek          | 3                  |
| Special Agent Zachary Bushnell | Werwolf                            | Alex Karzis        | Armin Schlagwein       | 3                  |
| Special Agent Kelly Raskin     | Werwolf                            | Krista Bridges     | Cornelia Waibel        | 3                  |
| Sirota                         | Dämon                              | Kim Coates         | Torsten Michaelis      | 4                  |
| Natalie                        | Vampir                             | Laura Vandervoort  | Katja Hiller           | 5                  |
| Sharon Mirell                  | Hexe                               | Kerry Lai Fatt     | Wicki Kalaitzi         | 6                  |
| Dante Arrias                   | Zauberer                           | Nathan Stephenson  | Nico Sablik            | 7                  |
| Susan Rodriguez                | Mensch                             | Rebecca McFarland  | Antje von der Ahe      | 8                  |
| Monica Cutler                  | Mensch                             | Sherry Miller      | Liane Rudolph          | 8                  |
| Victor Cutler                  | Zauberer                           | Jonathan Whittaker | Uwe Karpa              | 8                  |
| Grace Cutler                   | Hexe                               | Jennifer Kydd      | Anne-Catrin Märzke     | 8                  |
| Akiahacaric                    | Dämon                              | John DeSantis      |                        | 8                  |
| Jennifer Randall               | Mensch                             | Christine Tizzard  | Andrea Cleven          | 8                  |
| Tommy Tomm                     | Dämon                              | Greg Bryk          | Paul Matzke            | 8                  |
| Amber                          | Wächterin der Zauberergemeinschaft | Christine Horne    | Katharina Spiering     | 11                 |
| Sgt. Darren Munzer             | Zauberer                           | Yannick Bisson     | Arne Stephan           | 12                 |

## Ausstrahlung und Veröffentlichung
Die Erstausstrahlung erfolgte am 21. Januar 2007 sowohl auf Space in Kanada als auch auf SciFi Channel in den Vereinigten Staaten. Außerdem wurde die Fernsehserie ab dem 14. Februar 2007 im Vereinigten Königreich auf Sky One und in Italien ab dem 12. April 2008 auf Fox ausgestrahlt.
Die Fernsehserie ist in Nordamerika, Großbritannien, Polen, Ungarn und der Türkei auf DVD erschienen.
Nach Beenden der Ausstrahlung blieb es zunächst unklar, ob die Serie fortgesetzt wird. Erst Anfang August 2007 wurde die Einstellung der Serie bekannt.

## Episoden
| Nummer | Titel               | Regie            | Drehbuchautor                      | Erstausstrahlung |
| ------ | ------------------- | ---------------- | ---------------------------------- | ---------------- |
| 1      | Birds of a Feather  | Michael Robison  | Peter Egan                         | 21. Januar 2007  |
| 2      | The Boone Identity  | James A. Contner | George Mastras                     | 28. Januar 2007  |
| 3      | Hair of the Dog     | Michael Nankin   | Laurence Walsh                     | 11. Februar 2007 |
| 4      | Rules of Engagement | Michael Grossman | Curtis Kheel                       | 18. Februar 2007 |
| 5      | Bad Blood           | Rick Rosenthal   | Jack Bernstein                     | 25. Februar 2007 |
| 6      | Soul Beneficiary    | Ken Girotti      | Peter Egan                         | 4. März 2007     |
| 7      | Walls               | John Fawcett     | Hans Beimler & Robert Hewitt Wolfe | 11. März 2007    |
| 8      | Storm Front         | David Carson     | Hans Beimler & Robert Hewitt Wolfe | 18. März 2007    |
| 9      | The Other Dick      | James Head       | George Mastras                     | 25. März 2007    |
| 10     | What About Bob?     | David Straiton   | David Simkins                      | 1. April 2007    |
| 11     | Things That Go Bump | Michael Grossman | Robert Hewitt Wolfe                | 8. April 2007    |
| 12     | Second City         | Nick Copus       | Barry M. Schkolnick                | 15. April 2007   |

## Auszeichnungen und Nominierungen

### Auszeichnungen
Directors Guild of Canada 
- 2008: John Douglas Smith (dialogue editor), Mark Gingras (sound effects editor), Tom Bjelic (sound effects editor), James Robb (assistant sound editor) – Für die Episode „Storm Front“.

### Nominierungen
ALMA Awards
- 2008: Outstanding Actress in a Drama Television Series – Valerie Cruz

Young Artist Awards
- 2008: Best Performance in a TV Series – Guest Starring Young Actor – Dylan Everett – Für die Episode „Birds of a Feather“.[12]